# Ritardando
Ritardando és una expressió italiana, que traduïda literalment vol dir "endarrerint". Aquesta indicació es refereix a la progressiva pèrdua de velocitat en la interpretació d'una obra, i s'utilitza amb el mateix sentit que la indicació rallentando. Es tracta d'una variació del tempo original de l'obra que s'ubica allà on comença a disminuir la velocitat de la interpretació, utilitzant l'expressió rit. (amb punt). Si cal reprendre el tempo original, allà on convingui s'utilitza l'expressió a tempo al damunt del pentagrama. També és habitual dibuixar una línia recta horitzontal, just després del punt de l'expressió rit., tan llarga com sigui la durada de la variació del tempo.
Existeixen altres indicacions de variació del tempo, totes elles expressions italianes, com allargando, calando, mosso, rubato, etc., però les més freqüents són, juntament amb ritardando, les expressions accelerando i rallentando.